# ساوارا، فوکوئوکا
ساوارا، فوکوئوکا (انگلیسی: Sawara, Fukuoka) یک ناحیه در شهر فوکوئوکا در استان فوکوئوکا در ژاپن است این ناحیه در سال ۱۹۷۵ پس از ادغام با شهر فوکوئوکا منحل شد.